# Драфт НБА 1979 года
Драфт НБА 1979 года состоялся 25 июня 1979 года в Нью-Йорке и стал 33-м ежегодным драфтом Национальной баскетбольной ассоциации. В этом драфте, который прошёл перед началом сезона 1979/1980, 22 команды НБА по очереди выбирали баскетболистов-любителей из США и других подходящих игроков, в том числе из других стран. Первые два выбора драфта принадлежали командам, которые финишировали последними в каждой конференции в предыдущем сезоне, порядок выбора определялся подбрасыванием монеты. «Лос-Анджелес Лейкерс», выменявший выбор в первом раунде драфта у «Нью-Орлеан Джаз», выиграл жеребьёвку и получил право выбирать первым, а «Чикаго Буллз» - вторым. Остальные драфт-пики первого и последующих раундов были определены командам в обратном порядке их показателям побед-поражений в предыдущем сезоне. Игрок, окончивший четыре курса колледжа, автоматически получал право выставить свою кандидатуру на драфт. Студенты не окончившие колледж, могли выставить свою кандидатуру на драфт, но играть за команду, выбравшую их, имели право только после окончания учёбы. Ларри Бёрд имел право выставить свою кандидатуру на этот драфт, потому что его «юниорский» статус прошлого драфта, на котором его выбрал «Бостон Селтикс», истекал через минуту после начала драфта 1979 года, но Бёрд и «Селтикс» договорились о 5-летнем контракте вовремя, чтобы избежать этого. Перед этим драфтом пять студентов не окончивших колледж были объявлены подходящими для отбора в соответствии с правилом «нужды» (hardship rule). Эти игроки подали заявку и привели доказательства финансовых трудностей, что дало им право начать зарабатывать на жизнь, начав свою профессиональную карьеру раньше. До драфта, «Нью-Орлеан Джаз» переехал из Нового Орлеана в Солт-Лейк-Сити и стал называться «Юта Джаз». Драфт состоял из 10 раундов, включающих отбор 202 игроков.
Ирвин Джонсон из Университета штата Мичиган, один из игроков попавших на драфт по правилу «нужды», был выбран под первым номером «Лос-Анджелес Лейкерс». Джонсон, который только что закончил свой второй курс, стал первым самым молодым игроком, который был выбран под первым номером. В свой первый же сезон он выиграл чемпионат НБА, а также стал MVP финала, став первым новичком в истории, получившим эту награду. Он провёл всю свою 13-летнюю карьеру в «Лейкерс», выиграл пять чемпионатов НБА, трижды становился Самым ценным игроком сезона и финалов, десять раз (подряд) выбирался в Сборную всех звёзд и двенадцать на Матч всех звёзд. За его достижения он был введён в Зал славы баскетбола и попал в список 50 величайших игроков в истории НБА, объявленном в 50-ю годовщину лиги в 1996 году. Закончив карьеру в качестве игрока, Джонсон был временным главным тренером «Лейкерс» в 1994 году.
Выбранный под пятым номером, Сидни Монкриф, выиграл две награды Лучший оборонительный игрок, а также пять раз подряд выбирался в Сборную всех звёзд, Сборную всех звёзд защиты и на Матч всех звёзд. В книге «The Book of Basketball» Билл Симмонс отметил, что тогдашний генеральный менеджер «Лейкерс», Джерри Уэст, на самом деле хотел выбрать под первым номером Монкрифа, но Джерри Басс наложил вето на планы Уэста, потому что хотел, чтобы Джонсон стал новым лицом команды, которую он только что приобрёл. Джим Пакссон, двенадцатый номер драфта, выбирался в Сборную всех звёзд и дважды участвовал в Матче всех звёзд. Выбранный под третьим номером, Билл Картрайт выиграл три чемпионата НБА подряд с «Чикаго Буллз», а также участвовал в Матче всех звёзд в свой дебютный сезон. Позже он был главным тренером «Буллз» в течение трёх сезонов. Билл Лэймбир, 65-й номер драфта, выиграл два чемпионата НБА подряд с «Детройт Пистонс» и четырежды участвовал в Матче всех звёзд. После окончания карьеры он в течение восьми сезонов тренировал «Детройт Шок» (Женская национальная баскетбольная ассоциация), приведя их к трём чемпионствам. Марк Итон, который закончил первый курс, был выбран «Финикс Санз» под 107-м номером. Он решил вернуться в колледж, а в НБА начал играть в 1982 году, после того как его выбрала «Юта Джаз» на драфте 1982 года. За свою 11-летнюю карьеру в «Джаз» он выиграл две награды Лучшему оборонительному игроку, пять раз подряд выбирался в Сборную всех звёзд защиты и один раз участвовал в Матче всех звёзд. Два других игрока этого драфта, Кэлвин Нэтт (№ 8) и Джеймс Дональдсон (№ 73), также принимали участие в Матче всех звёзд.
В четвёртом раунде под 68-м номером «Бостон Селтикс» выбрал Никоса Галиса из Университета Сетон-Холл. Однако он получил серьезную травму в тренировочном лагере, и «Селтикс» отказался от него до начала сезона. Галис, который родился в США в греческой семье, решил играть в Греции. Он никогда не играл в НБА и провёл всю свою профессиональную карьеру в Греции, где он помог стране стать международной баскетбольной державой. Он выиграл Чемпионат Европы, 8 чемпионатов Греции, 7 кубков Греции, а также множество личных наград и был введён в Зал славы ФИБА и Зал славы баскетбола.

## Драфт

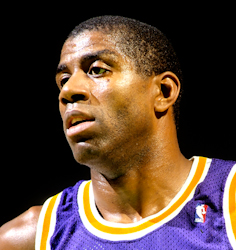
Мэджик Джонсон - 1-й номер драфта.

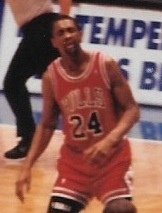
Билл Картрайт - 3-й номер драфта.

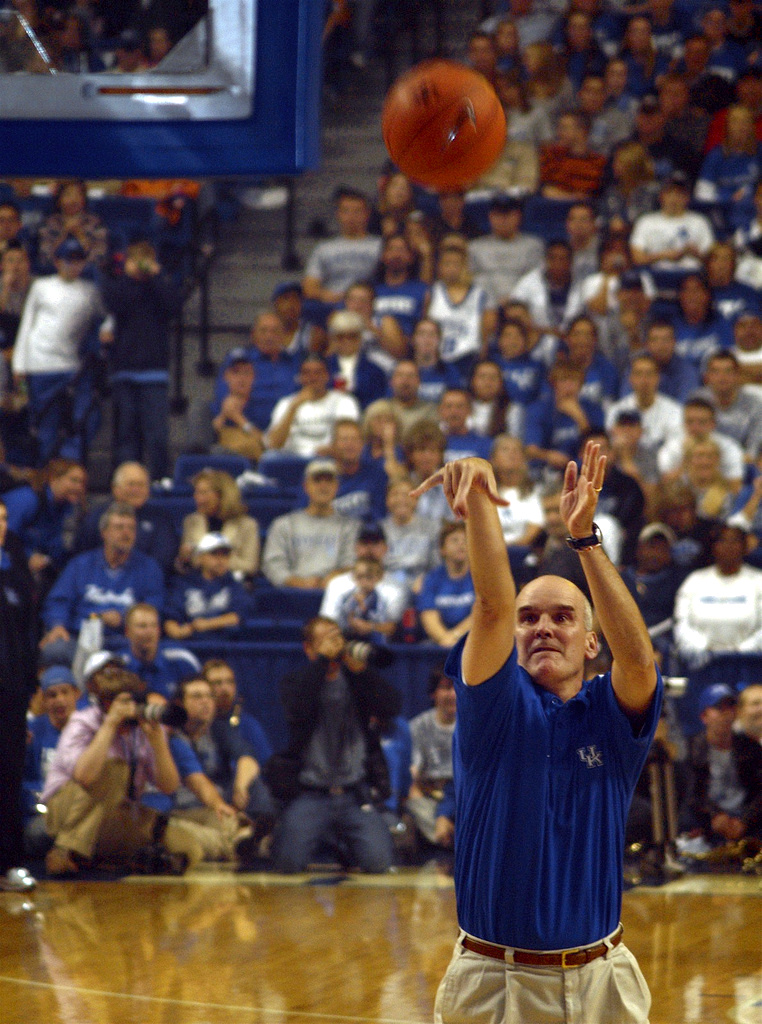
Кайл Мэйси - 22-й номер драфта.

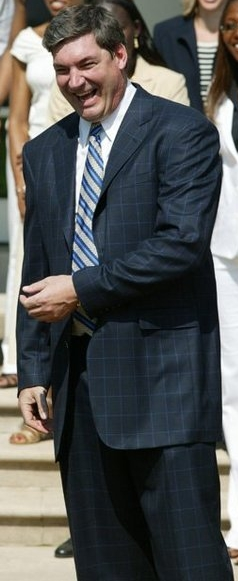
Билл Лэймбир - 65-й номер драфта.

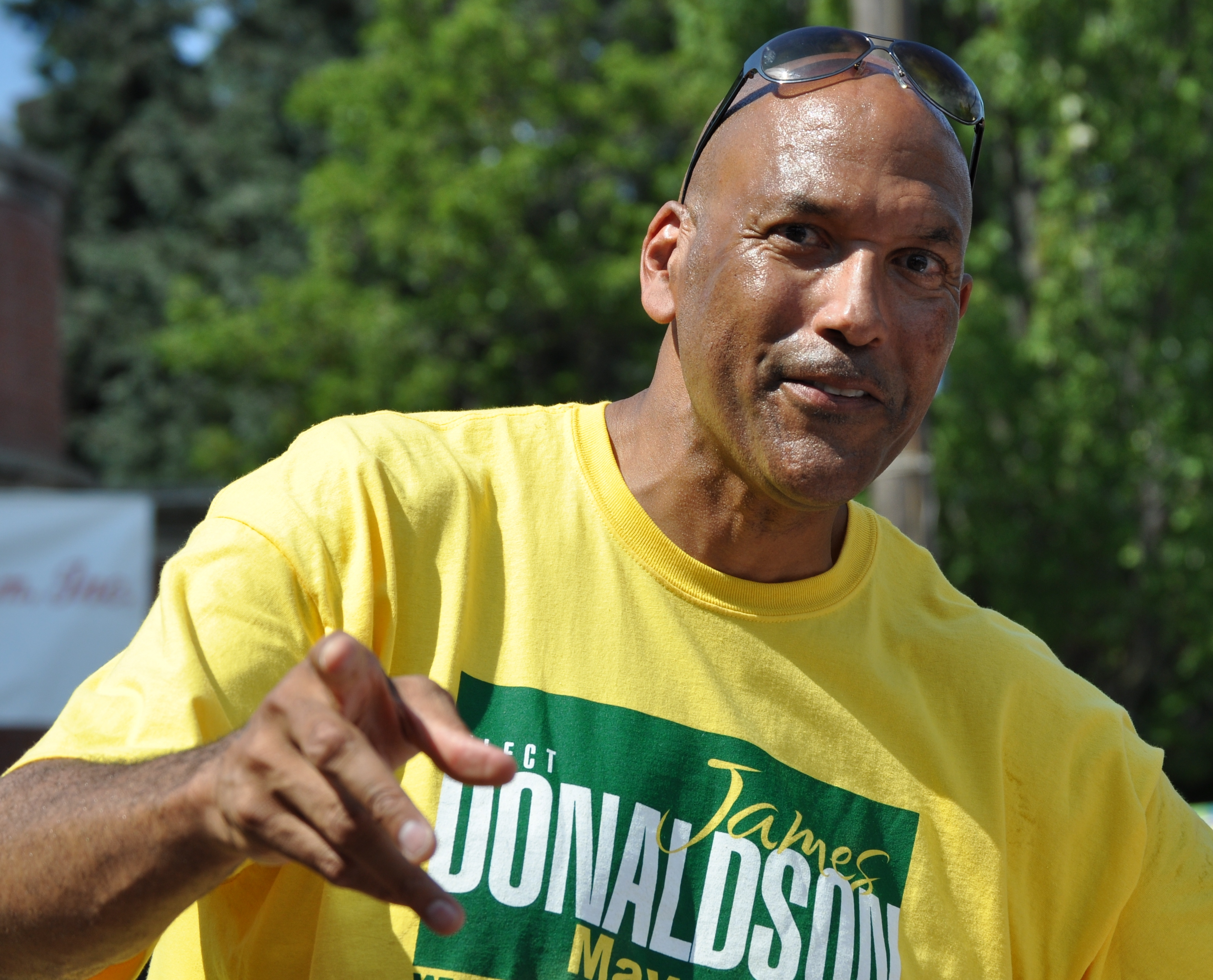
Джеймс Дональдсон - 73-й номер драфта.

| З | Защитник | Ф | Форвард | Ц | Центровой |

|  | Выделены игроки, выбранные в Зал славы баскетбола                   |
|  | Выделены участники Матча всех звёзд и игроки сборной всех звёзд НБА |
|  | Выделены участники Матча всех звёзд                                 |
|  | Выделены игроки сборной всех звёзд                                  |
|  | Выделены игроки, не игравшие в НБА                                  |

| Раунд | № драфта | Игрок                  | Позиция | Национальность       | Команда НБА                                          | Университет/Колледж                  |
| ----- | -------- | ---------------------- | ------- | -------------------- | ---------------------------------------------------- | ------------------------------------ |
| 1     | 1        | Ирвин «Мэджик» Джонсон | З/Ф     | США                  | Лос-Анджелес Лейкерс (из Юты)                        | Мичиган Стэйт (2-й курс)             |
| 1     | 2        | Дэвид Гринвуд          | Ф/Ц     | США                  | Чикаго Буллз                                         | УКЛА (4-й курс)                      |
| 1     | 3        | Билл Картрайт          | Ц       | США                  | Нью-Йорк Никс (из Бостона)                           | Сан-Франциско (4-й курс)             |
| 1     | 4        | Грег Келсер            | Ф       | США                  | Детройт Пистонс                                      | Мичиган Стэйт (4-й курс)             |
| 1     | 5        | Сидни Монкриф          | З       | США                  | Милуоки Бакс (из Кливленда)                          | Арканзас (4-й курс)                  |
| 1     | 6        | Джеймс Бейли           | Ф/Ц     | США                  | Сиэтл Суперсоникс (из Нью-Йорка)                     | Ратгерс (4-й курс)                   |
| 1     | 7        | Винни Джонсон          | З       | США                  | Сиэтл Суперсоникс (из Нью-Джерси через Нью-Йорк)     | Бэйлор (4-й курс)                    |
| 1     | 8        | Кэлвин Нэтт            | Ф       | США                  | Нью-Джерси Нетс (из Индианы через Милуоки)           | Северо-Восточная Луизиана (4-й курс) |
| 1     | 9        | Ларри Демик            | Ф/Ц     | США                  | Нью-Йорк Никс (из Голден Стэйт через Бостон)         | Аризона (4-й курс)                   |
| 1     | 10       | Рой Хэмилтон           | З       | США                  | Детройт Пистонс (из Милуоки через Сан-Диего)         | УКЛА (4-й курс)                      |
| 1     | 11       | Клифф Робинсон         | Ф       | США                  | Нью-Джерси Нетс (из Сан-Диего)                       | ЮСК (2-й курс)                       |
| 1     | 12       | Джим Пакссон           | З/Ф     | США                  | Портленд Трэйл Блэйзерс                              | Дейтон (4-й курс)                    |
| 1     | 13       | Дадли Брэдли           | З/Ф     | США                  | Индиана Пэйсерс (из Атланты)                         | Северная Каролина (4-й курс)         |
| 1     | 14       | Брэд Холланд           | З       | США                  | Лос-Анджелес Лейкерс                                 | УКЛА (4-й курс)                      |
| 1     | 15       | Фил Хаббард            | Ф/Ц     | США                  | Детройт Пистонс (из Денвера)                         | Мичиган (4-й курс)                   |
| 1     | 16       | Джим Спанаркел         | З/Ф     | США                  | Филадельфия 76                                       | Дьюк (4-й курс)                      |
| 1     | 17       | Ли Джонсон             | Ф       | США                  | Хьюстон Рокетс                                       | Восточный Техас Стэйт (4-й курс)     |
| 1     | 18       | Реджи Кинг             | Ф       | США                  | Канзас-Сити Кингз                                    | Алабама (4-й курс)                   |
| 1     | 19       | Уайли Пек              | З       | США                  | Сан-Антонио Спёрс                                    | Миссисипи Стэйт (4-й курс)           |
| 1     | 20       | Ларри Найт             | Ф       | США                  | Юта Джаз (из Финикса)                                | Лойола (ИЛ) (4-й курс)               |
| 1     | 21       | Слай Уильямс           | З/Ф     | США                  | Нью-Йорк Никс (из Сиэтла через Бостон)               | Род-Айленд (3-й курс)                |
| 1     | 22       | Кайл Мэйси             | З       | США                  | Финикс Санз (из Вашингтона)                          | Кентукки (4-й курс)                  |
| 2     | 23       | Тико Браун             | З       | США                  | Юта Джаз                                             | Джорджия Тек (4-й курс)              |
| 2     | 24       | Джонни Хай             | З       | США                  | Финикс Санз (из Бостона)                             | Невада (4-й курс)                    |
| 2     | 25       | Оливер Мак             | З       | США                  | Лос-Анджелес Лейкерс (из Детройта через Денвер)      | Восточная Каролина (4-й курс)        |
| 2     | 26       | Брюс Флауэрс           | Ф       | США                  | Кливленд Кавальерс                                   | Нотр-Дам (4-й курс)                  |
| 2     | 27       | Реджи Картер           | З       | США                  | Нью-Йорк Никс                                        | Сент-Джонс (4-й курс)                |
| 2     | 28       | Дэнни Солсбери         | Ф       | США                  | Голден Стэйт Уорриорз (из Чикаго)                    | Панамериканский (4-й курс)           |
| 2     | 29       | Тони Прайс             | З       | США                  | Детройт Пистонс (из Нью-Джерси)                      | Пенсильвания (4-й курс)              |
| 2     | 30       | Гэри Гарленд           | З       | США                  | Денвер Наггетс (из Голден Стэйт через Сан-Диего)     | Де Поль (4-й курс)                   |
| 2     | 31       | Эдгар Джонс            | Ф/Ц     | США                  | Милуоки Бакс                                         | Невада (4-й курс)                    |
| 2     | 32       | Тони Дзено             | Ф       | США                  | Индиана Пэйсерс                                      | Аризона Стэйт (4-й курс)             |
| 2     | 33       | Лоуренс Батлер         | З       | США                  | Чикаго Буллз (из Сан-Диегоo через Денвер)            | Айдахо Стэйт (4-й курс)              |
| 2     | 34       | Ким Гётц               | Ф       | США                  | Нью-Йорк Никс (из Портленда)                         | Сан-Диего Стэйт (4-й курс)           |
| 2     | 35       | Джеймс Брэдли          | Ф       | США                  | Атланта Хокс                                         | Мемфис Стэйт (4-й курс)              |
| 2     | 36       | Клинт Ричардсон        | З       | США                  | Филадельфия 76 (из Денвера через Нью-Джерси)         | Сиэтл (4-й курс)                     |
| 2     | 37       | Бернард Тун            | Ф       | США                  | Филадельфия 76                                       | Маркетт (4-й курс)                   |
| 2     | 38       | Ларри Уилсон           | Ф       | США                  | Атланта Хокс (из Хьюстона)                           | Николлс Стэйт (4-й курс)             |
| 2     | 39       | Виктор Кинг            | Ф       | США                  | Лос-Анджелес Лейкерс                                 | Луизиана Тек (4-й курс)              |
| 2     | 40       | Эндрю Филдс            | Ф       | США                  | Портленд Трэйл Блэйзерс (из Сан-Антонио через Сиэтл) | Чейни Стэйт (4-й курс)               |
| 2     | 41       | Марк Янг               | Ф       | США                  | Лос-Анджелес Лейкерс (из Канзас-Сити через Денвер)   | Фэрфилд (4-й курс)                   |
| 2     | 42       | Пол Мокески            | Ф/Ц     | США                  | Хьюстон Рокетс (из Финикс через Сиэтл)               | Канзас (4-й курс)                    |
| 2     | 43       | Джонни Мур             | З       | США                  | Сиэтл Суперсоникс                                    | Техас (4-й курс)                     |
| 2     | 44       | Джо ДеСантис           | З       | США                  | Вашингтон Буллетс                                    | Фэрфилд (4-й курс)                   |
| 3     | 48       | Терри Дюрод            | З       | США                  | Детройт Пистонс                                      | Детройт (4-й курс)                   |
| 3     | 50       | Джефф Хьюстон          | З       | США                  | Нью-Йорк Никс                                        | Техас Тек (4-й курс)                 |
| 3     | 58       | Эрл Кьюретон           | Ф/Ц     | США                  | Филадельфия 76                                       | Детройт (4-й курс)                   |
| 3     | 65       | Билл Лэймбир           | Ц       | США                  | Кливленд Кавальерс (из Сиэтла)                       | Нотр-Дам (4-й курс)                  |
| 4     | 68       | Никос Галис            | З       | Греция · США         | Бостон Селтикс                                       | Сетон-Холл (4-й курс)                |
| 4     | 73       | Джеймс Дональдсон      | Ц       | Великобритания · США | Сиэтл Суперсоникс (из Нью-Джерси)                    | Вашингтон Стэйт (4-й курс)           |
| 4     | 82       | Джерри Сиктинг         | З       | США                  | Голден Стэйт Уорриорз (из Денвера)                   | Пердью (4-й курс)                    |
| 5     | 107      | Марк Итон              | Ц       | США                  | Финикс Санз                                          | Сайпресс (1-й курс)                  |

## Сделки с участием драфт-пиков
1. ↑  5 августа 1976 года «Лос-Анджелес Лейкерс» приобрёл у «Нью-Орлеан Джаз» выборы первого раунда 1977, 1978 и 1979 годов, а также выбор второго раунда 1980 года в обмен на выбор первого раунда 1978 года и выбор второго раунда 1977 года. Эта сделка была организована в качестве компенсации, когда «Джаз» подписали Гейла Гудрича 19 июля 1976 года.[22] «Лейкерс» использовал драфт-пик, чтобы выбрать Мэджика Джонсона.
2. 1 2 3  12 февраля 1979 года в обмен на Боба МакАду «Нью-Йорк Никс» получил от «Бостон Селтикс» три выбора в первом раунде.[23] Ранее, 30 января 1979 года, «Селтикс» приобрели у «Голден Стэйт Уорриорз» выбор первого раунда в обмен на Джо-Джо Уайта.[24] 17 января 1979 года «Селтикс» также приобрели у «Сиэтл Суперсоникс» выбор первого раунда в обмен на Денниса Отри.[25] «Никс» использовали драфт-пики, чтобы выбрать Билла Картрайта, Ларри Демика и Слая Уильямса.
3. 1 2  В день драфта «Детройт Пистонс» приобрёл у «Милуоки Бакс» пятый выбор в обмен на шестой выбор и денежную компенсацию.[26] Ранее, 1 июня 1978 года, «Бакс» приобрели у «Кливленд Кавальерс» драфт-пик в обмен на выбор первого раунда 1978 года.[27] «Пистонс» использовали драфт-пик, чтобы выбрать Грега Келсера. «Бакс» использовали драфт-пик, чтобы выбрать Сидни Монкрифа.
4. ↑  24 октября 1975 года «Сиэтл Суперсоникс» приобрёл у «Нью-Йорк Никс» Джина Шорта и выбор первого раунда в обмен на Спенсера Хейвуда.[28] «Суперсоникс» использовали драфт-пик, чтобы выбрать Джеймса Бейли.
5. ↑  4 октября 1978 года «Сиэтл Суперсоникс» приобрёл у «Нью-Йорк Никс» Лонни Шелтона и выбор первого раунда 1979 года в обмен на выбор первого раунда 1981 года. Эта сделка была организована в качестве компенсации, когда «Никс» подписали контракт с Марвином Уэбстером 29 сентября 1978 года.[29] Ранее, 8 июня 1978 года, «Никс» приобрели выборы первого раунда 1978 и 1979 годов у «Нью-Джерси Нетс» в обмен на Фила Джексона, выбор первого раунда 1978 года и 3,2 млн. долларов в счёт погашения долга перед «Никс».[30][31] «Суперсоникс» использовали драфт-пик, чтобы выбрать Винни Джонсона.
6. ↑  31 мая 1979 года «Нью-Джерси Нетс» приобрёл у «Милуоки Бакс» Джона Джианелли и восьмой драфт-пик в обмен на Харви Кэтчингса.[32] Ранее, 8 июня 1978 года, «Бакс» приобрели драфт-пик у «Индиана Пэйсерс» в качестве компенсации за подписание Алекса Инглиша в качестве свободного агента.[33] «Нетс» использовали драфт-пик, чтобы выбрать Кэлвина Нэтта.
7. ↑  23 ноября 1977 года «Детройт Пистонс» приобрёл у «Сан-Диего Клипперс» Гаса Джерарда, Джона Шумейта и выбор первого раунда 1979 года в обмен на Марвина Барнса, выбор второго раунда 1978 года и выбор четвёртого раунда 1978 года.[34] Ранее, 2 сентября 1977 года, «Клипперс» приобрели драфт-пик у «Милуоки Бакс» в обмен на Джона Джианелли.[32] «Пистонс» использовали драфт-пик, чтобы выбрать Роя Гамильтона.
8. ↑  1 сентября 1977 года «Нью-Джерси Нетс» приобрёл у «Сан-Диего Клипперс» Джорджа Джонсона, выборы первого раунда 1978 и 1979 годов в обмен на Нейта Арчибальда.[35] «Нетс» использовали драфт-пик, чтобы выбрать Клиффа Робинсона.
9. ↑  9 июня 1978 года «Индиана Пэйсерс» приобрела у «Атланта Хокс» право выбора в первом раунде в качестве компенсации за подписание Дэна Раундфилда в качестве свободного агента.[36] «Пэйсерс» использовали драфт-пик, чтобы выбрать Дадли Брэдли.
10. ↑  1 февраля 1978 года «Детройт Пистонс» приобрёл у «Денвер Наггетс» Джима Прайса и выбор первого раунда в обмен на Ральфа Симпсона.[37] «Пистонс» использовали драфт-пик, чтобы выбрать Фила Хаббарда.
11. ↑  12 января 1979 года «Юта Джаз» приобрела у «Финикс Санз» Марти Бирнса, Рона Ли и выборы первого раунда 1979 и 1980 годов в обмен на Трака Робинсона.[38] «Джаз» использовали драфт-пик, чтобы выбрать Ларри Найта.
12. ↑  22 июня 1979 года «Финикс Санз» приобрёл у «Вашингтон Буллетс» 22-й драф-пик и выбор третьего раунда 1980 года в обмен на Стива Маловича.[39] «Санз» использовали драфт-пик, чтобы выбрать Кайла Мэйси.
13. ↑  11 октября 1978 года «Финикс Санз» приобрёл у «Бостон Селтикс» выбор второго раунда в обмен на Денниса Отри.[25] «Санз» использовали драфт-пик, чтобы выбрать Джонни Хая.

## Комментарии
1. ↑  Указывается сборная, за которую выступает игрок или его национальность. Если игрок не выступал на международном уровне, то указывается сборная, которую игрок имеет право представлять в соответствии с правилами ФИБА.
2. ↑  Университет Луизианы в Монро назывался Университетом Северо-Восточной Луизианы до 1999 года.
3. ↑  Техасский университет A&M в Коммерсе до 1996 года назывался Университетом штата Восточный Техас.
4. ↑  Техасский Панамериканский университет до 1988 года назывался Панамериканским колледжем.
5. ↑  Университет Мемфиса до 1994 года был известен как Мемфисский университет штата.
6. ↑  Пенсильванский университет Чейни до 1983 года назывался Штатский колледж Чейни.
7. ↑  Университет Детройт-Мерси до 1990 года назывался Университетом Детройта.
8. ↑  Университет Детройт-Мерси до 1990 года назывался Университетом Детройта.